# Sztéfanosz Hrisztópulosz
Sztéfanosz Hrisztópulosz (Görögország, Pátra, 1876. –) olimpiai bronzérmes görög birkózó, súlyemelő.
Az 1896. évi nyári olimpiai játékokon indult birkózásban. Az első mérkőzésén a magyar Tapavicza Momcsillót győzte le, majd az elődöntőben kikaptott honfitársától, a későbbi ezüstérmes Jeórjiosz Cítasztól.
Legközelebb az 1906. évi nyári olimpiai játékokon tért vissza az olimpiára, ám ezt utólag nem hivatalos olimpiának minősítette a NOB. Ekkor birkózásban és súlyemelésben indult. Férfi nehézsúlyú birkózásban a 4. lett. egykaros súlyemelésben 11., míg kétkaros súlyemelésben 7. lett.